# Hitoyoshi
Hitoyoshi (jap. 人吉市, -shi) ist eine japanische Stadt in der Präfektur Kumamoto auf der Insel Kyūshū.

## Geschichte
Hitoyoshi ist eine alte Burgstadt. Auf der Burg Hitoyoshi residierten die Sagara.
Die Stadt Hitoyoshi entstand am 11. Februar 1942 aus dem Zusammenschluss der Gemeinde Hitoyoshi (人吉町, -machi) mit 3 Dörfern (西瀬村, 中原村, 藍田村) im Landkreis Kuma.

## Sehenswürdigkeiten
- Überreste der Burg Hitoyoshi (Hitoyoshi-jō)
- Aoi-Aso-Schrein, Nationalschatz

## Verkehr
- Straße:
  - Kyūshū-Autobahn
  - Nationalstraßen 219, 221, 267, 445
- Zug:
  - JR Hisatsu-Linie: nach Yatsushiro und Kirishima
  - Kumagawa Rail Yunomae-Linie

## Weblinks

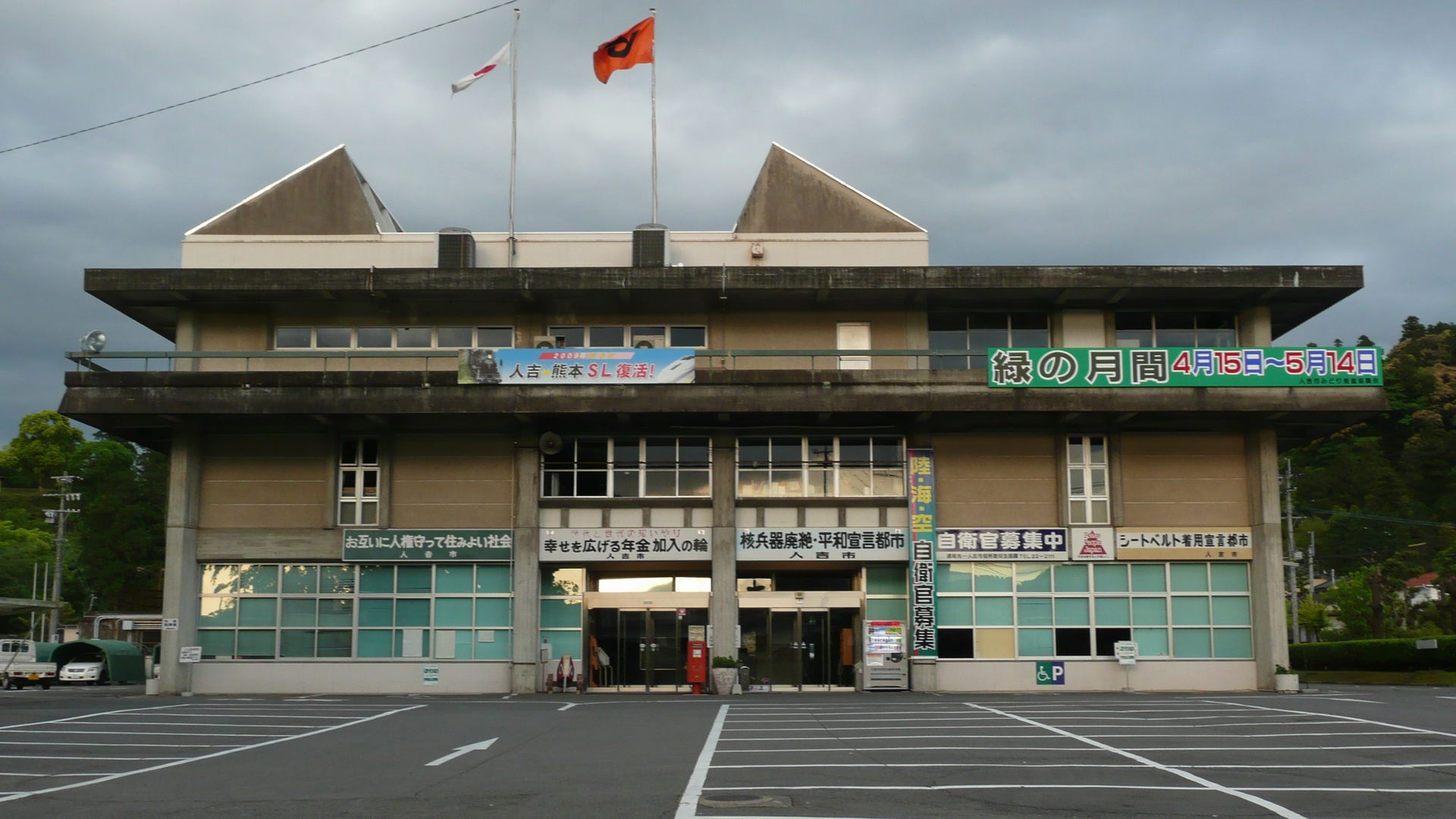
Rathaus von Hitoyoshi

## Angrenzende Städte und Gemeinden
- Ebino
- Ōkuchi

## Persönlichkeiten
- Hayate Hachikubo (* 1993), Fußballspieler